# Paquera
Paquera es el quinto distrito del cantón de Puntarenas, en la provincia de Puntarenas, de Costa Rica.
Es uno de los ocho Concejos Municipales de Distrito existentes en Costa Rica.

## Historia
En tiempos coloniales, Paquera junto con la totalidad de la península de Nicoya le pertenecía administrativamente al Partido de Nicoya (actual Guanacaste), fue a principios del siglo XX que el presidente Alfredo González Flores firma un decreto que traspasa la administración de Paquera junto con Lepanto y Cóbano a la provincia de Puntarenas. Esto se debió dado que para ese momento era más rápido llegar a Paquera por mar en barcos procedentes de Puntarenas, que por las rutas terrestres existentes hacia Nicoya. En la actualidad existe cierto impulso político en Guanacaste para reincorporar administrativamente a toda la Península de Nicoya a la provincia de Guanacaste, aduciendo que la Carretera Interamericana permite una rápida comunicación terrestre.

## Ubicación
Junto con Lepanto y Cóbano, constituye uno de los tres distritos peninsulares de Puntarenas, se localiza en el extremo sur de la península de Nicoya.
Su cabecera y caserío más poblado es Paquera la cual se encuentra a 100 km de Nicoya y a 192 km de Puntarenas (vía terrestre), y es el único de los tres distritos peninsulares que no limita con la provincia de Guanacaste.

## Geografía
Paquera cuenta con un área de 335,63 km² y una altitud media de 10 m s. n. m.
Paquera es el único distrito peninsular de Puntarenas que tiene litoral tanto en el Golfo de Nicoya como en el Océano Pacífico. Posee un pequeño archipiélago frente a sus costas, con islas montañosas de reducido tamaño (algunas deshabitadas) entre las que destacan de norte a sur: isla San Lucas, Pan de Azúcar, Guayabos, Jesusita, Cedros, Negritos, Alcatraz y Tortuga. 
De igual forma, posee el Refugio de Vida Silvestre Curú, de gran importancia en la protección de especies del sur de la península de Nicoya.

## Demografía
Para el año 2022, Paquera cuenta con una población estimada de 8410 habitantes, y para el último censo efectuado, en 2011, Paquera contaba con una población de 6686 habitantes.
Es el menos poblado de los distritos puntarenenses de la península de Nicoya, precedido en población por Cóbano.

## Localidades
- Poblados: Angeles, Astro Blanco, Bajo Negro, Cabeceras de Río Seco, Campiñas, Cerro Brujo, Concepción, Curú, Dulce Nombre, Espaveles, Esperanza, Flor, Gigante, Guaria, Higueronal, Isla Cedros, Isla Jesucita, Isla Tortuga, Leona, Mango, Naranjo, Pánica, Paraíso, Playa Blanca, Playa Cuchillo, Pochote, Punta del Río, Quebrada Bonita, Río Grande, Río Guarial, Río Seco, Rivas, San Fernando, San Luis, San Pedro, San Rafael, San Vicente, Santa Cecilia, Santa Lucía, Santa Rosa, Sonzapote, Tronco Negro, Valle Azul, Vueltas.

## Transporte

### Carreteras
Al distrito lo atraviesan las siguientes rutas nacionales de carretera:
- Ruta nacional 21
- Ruta nacional 160
- Ruta nacional 621

## Conformación del Concejo Municipal de Distrito
- Administración
  - Intendente: Ulises González Jiménez (PNR)
  - Viceintendenta: Jenny Jiménez González (PNR)

- Concejo Municipal de Distrito
  - Síndico Propietario: Joaida Mercedes Reid Álvarez (PUSC)
  - Síndica Suplente: Carlos Luis Rodríguez Vindas (PUSC)

- Concejales Municipales de Distrito
  - Propietarios
    - Marcenett de los Ángeles Villegas Ovares (PUSC)
    - Francisco Barboza Jiménez (PNR)
    - Francisco Jiménez Valverde (PLP)
    - Roy Felipe Arias Gómez (PLN)

  - Suplentes
    - Alexander Gerardo Siles Paniagua (PUSC)
    - Wilberth López Gutiérrez (PNR)
    - Carlos Luis Delgado Noguera (PLP)
    - Kendal Rafael Rodríguez Villalobos (PLN)